# Little Stretton (Leicestershire)
 (octobre 2023).
Pour les articles homonymes, voir Stretton.
Little Stretton est une paroisse civile et un village du Leicestershire, en Angleterre.